# Ephedra intermedia
Ephedra intermedia — вид голонасінних рослин класу гнетоподібних.

## Поширення, екологія
Країни проживання: Афганістан; Китай (Ганьсу, Гуандун, Гуансі, Хебей, Ляонін, Внутрішня Монголія, Нінся, Шеньсі, Сичуань, Тибет, Синьцзян); Індія (Хімачал-Прадеш, Джамму-Кашмір, Уттар-Прадеш); Іран; Казахстан; Киргизстан; Монголія; Непал; Пакистан; Росія (Алтайський край, Західний Сибір); Таджикистан; Туркменістан; Узбекистан. Чагарник росте в луках, пустелях, долинах річок, заплавах, піщаних пляжах, кручах, інших сухих, піщаних або кам'янистих місцях. Часто зустрічається на гірських схилах на гравійному і піщаному ґрунті; як правило, в посушливих районах. Пов'язаний з ялівцем та барбарисом. Цвітіння триває з березня по липень і плодоношення з липня по серпень.

## Використання
Стебла більшості членів цього роду містять алкалоїд ефедрин і відіграють певну роль у лікуванні бронхіальної астми та багатьох інших хвороб дихальної системи. Рослину використовують в китайській медицині понад 5000 років для лікування гарячки, закладеності носа й астми. Трав'яні суміші, що ефедру продаються в магазинах здорового харчування на Заході як харчові добавки. Відомо також, що має ряд інших лікарських цілей, включаючи: зниження артеріального тиску, лікування нічного сидіння та спонтанної пітливості, противірусних ефектів, лікування сінної лихоманки і алергічних скарг і розширення бронхіальних судин. На сьогодні використання ефедрину зменшено через наявність багатьох побічних явищ.

## Галерея

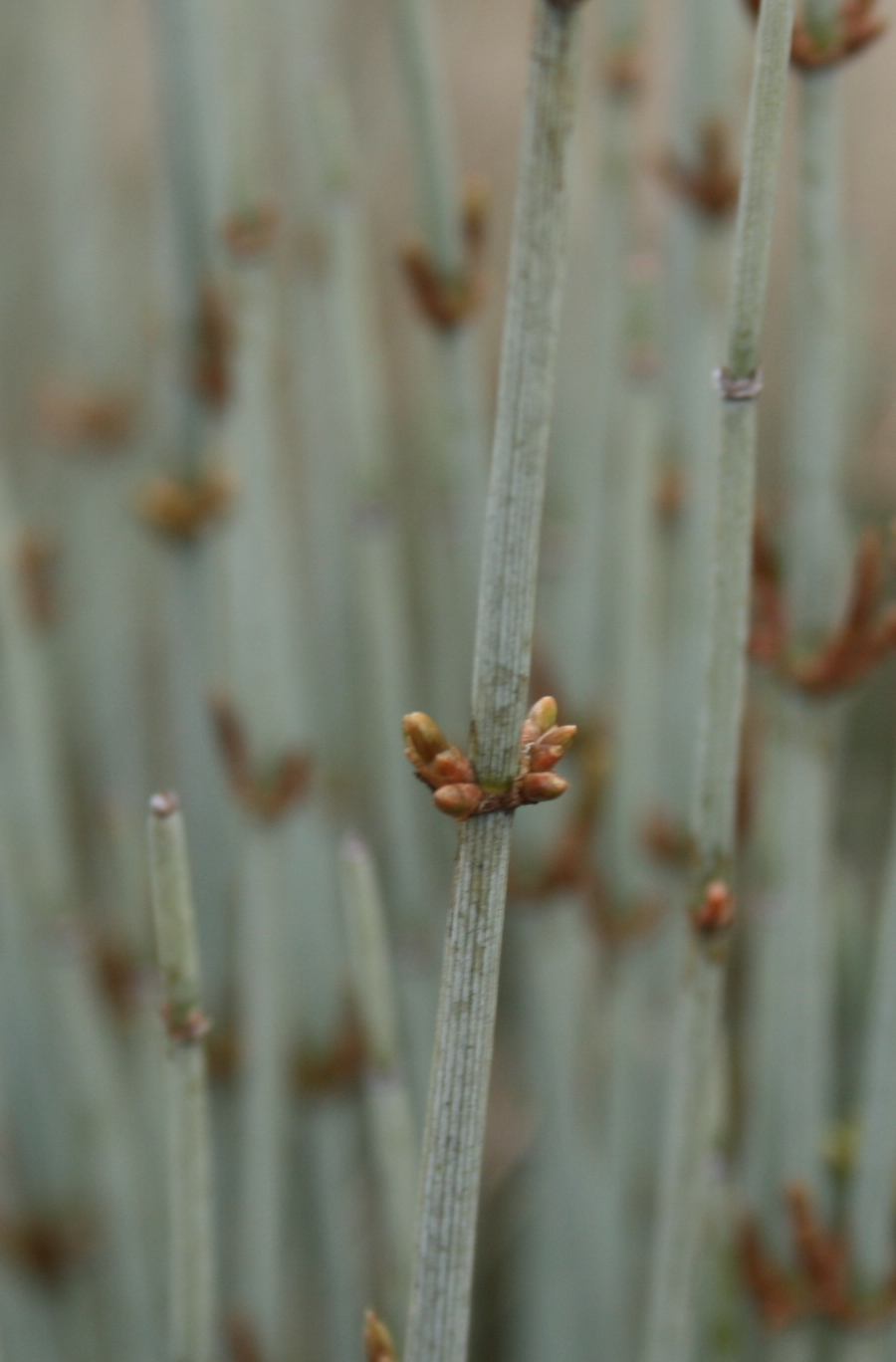
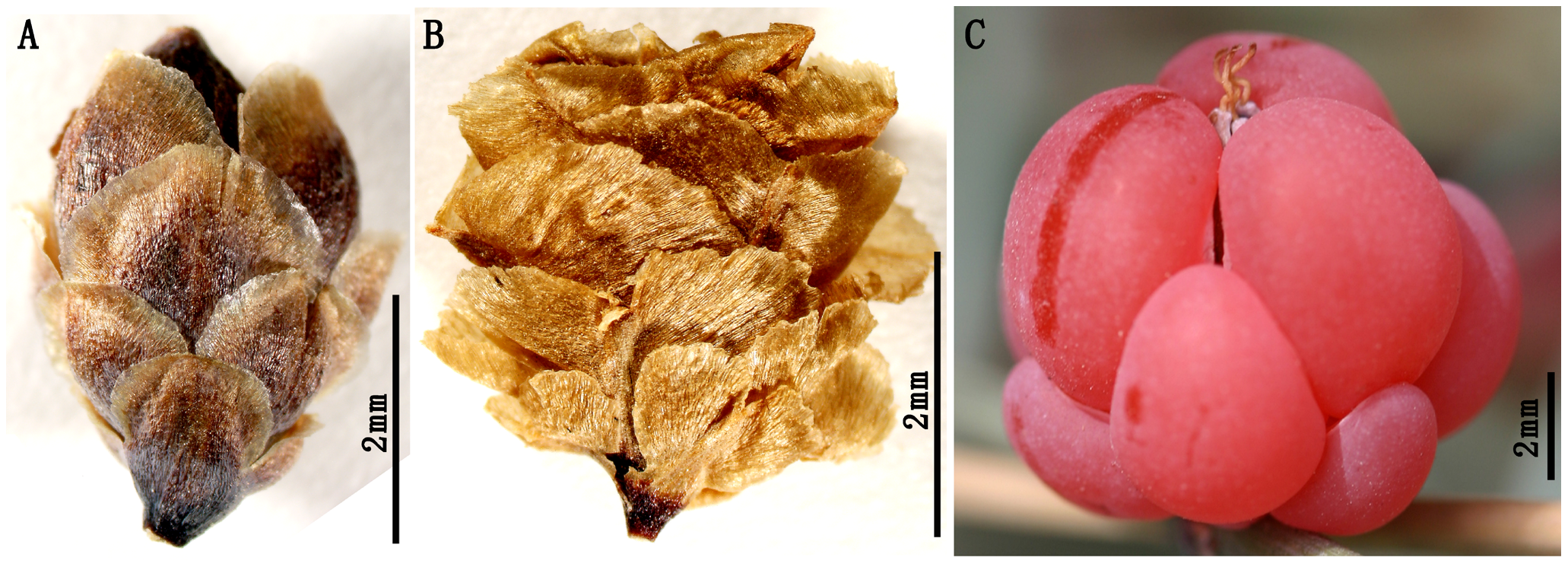
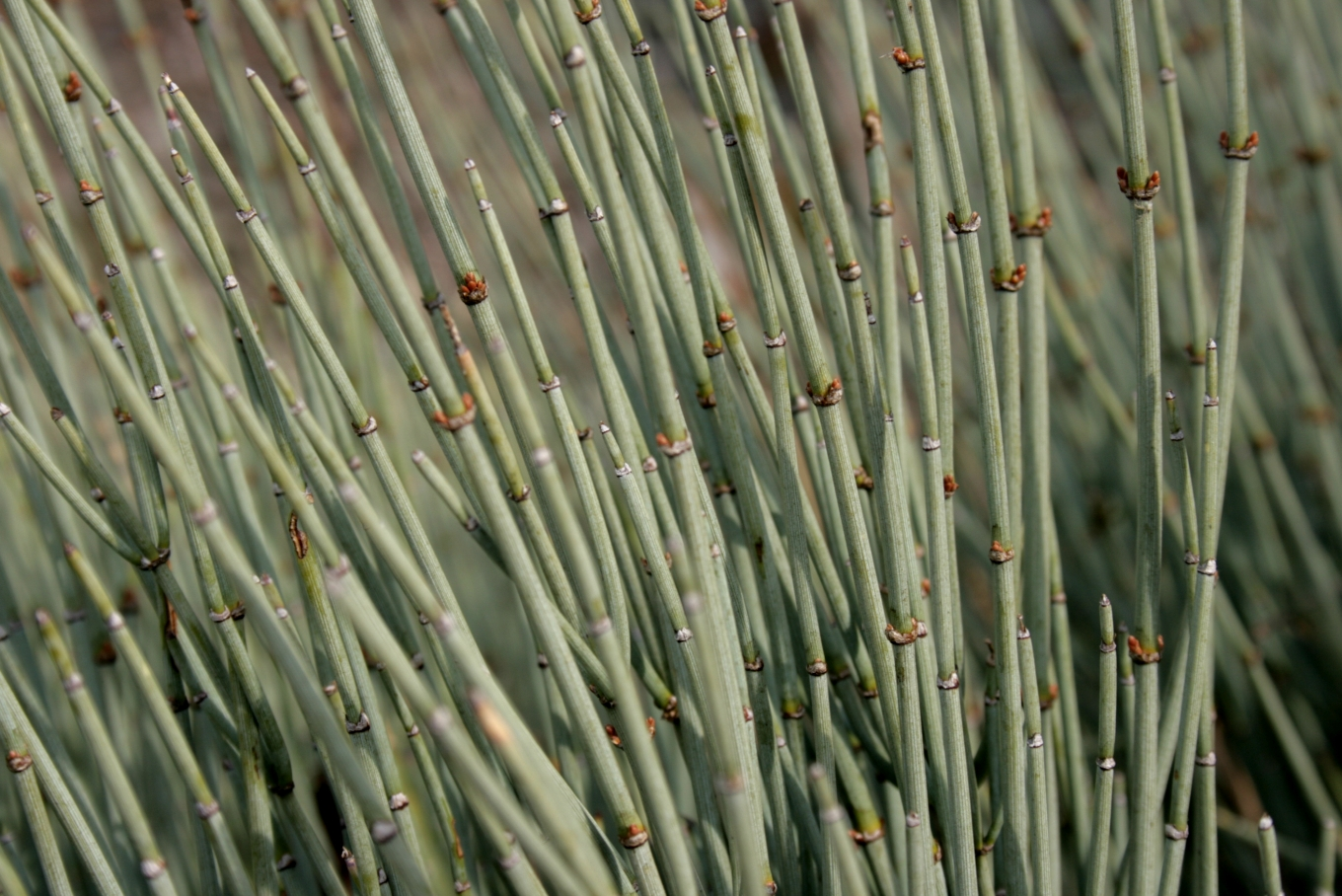

## Загрози та охорона
Рослини збирають у дикій природі в Пакистан для внутрішнього і міжнародного використання. Види містить відносно високу частку (приблизно 0,7 %) ефедрину. Зразки були зібрані для збереження в рамках Насіннєвого банку тисячоліття, колекції як відомо, є в більш ніж 20 ботанічних садах і численні субпопуляції ростуть в межах мережі охоронних територій.